# Amin Abou Heif
Amin Abou Heif (* 1919; † 1998) war ein ägyptischer Tischtennisspieler und -funktionär. Er wurde mit dem ITTF Merit Award ausgezeichnet.

## Tischtennisspieler
Amin Abou Heif nahm an den Weltmeisterschaften 1938, 1939 und 1947 teil, kam dabei jedoch nie in die Nähe von Medaillenrängen.
Bei der WM 1938 wurde er zum tragischen Akteur. Seine Partie gegen Karlo Stein würde beim Stand von 4:4 den Mannschaftskampf gegen Jugoslawien entscheiden. Beim Stande von 20:19 im Entscheidungssatz für Amin Abou Heif – Matchball – verschlug Stein einen Ball, der Ball flog weit hinter den Tisch. Vor Siegesfreude schlug Amin Abou Heif noch im Fluge in Richtung der Zuschauertribüne. Dies wertete der Schiedsrichter als Flugball und damit als Fehler. Somit stand es 20:20. Amin Abou Heif verlor dann diesen Satz und Ägypten den Mannschaftskampf. Seit 1993 gilt diese Flugball-Regel in dieser Form nicht mehr, d. h. heute hätte der Ägypter den Punkt erhalten und das Spiel gewonnen.

## Funktionär
1955 übernahm Amin Abou Heif Funktionärsaufgaben, wobei sein Augenmerk vorrangig dem Tischtennissport in Afrika galt. Er betrieb maßgeblich die Gründung des afrikanischen Tischtennisverbandes ATTF.
- 1955–1999: ITTF-Vizepräsident
- 1955: Generalsekretär des ägyptischen Tischtennisverbandes, 1977–1988 Präsident
- 1955: Generalsekretär des afrikanischen Tischtennisverbandes ATTF und der Arabischen Tischtennisunion.

Seine Verdienste für den internationalen Tischtennissport wurden 1989 mit dem ITTF Merit Award gewürdigt.

## Familie
Die Familie Abou Heif war bekannt in Ägypten. Amin Abou Heif war der älteste Sohn. Zwei Brüder von Amin Abou Heif vertraten Ägypten international im Tischtennis, ein weiterer Bruder durchschwamm 1956 am schnellsten den Ärmelkanal (Butlin’s Cross-Channel Swim).